# Ericksonella
Ericksonella es un género monotípico de orquídea de hábito terrestre. Su única especie, Ericksonella saccharata (Rchb.f.) Hopper & A.P.Br., es originaria del sudoeste de Australia.

## Descripción
Es una planta herbácea perenne, de hábito terrestre que alcanza 0,15 m de altura. Las flores tienen un fuerte olor a almizcle y canela y son de color blanco o  crema. La floración se produce en agosto-septiembre de suelos de arena amarilla, roja o marrón o gris arcillo-arenosos, gravas, lateritas, granitos, cuarzos, mineral de hierro. En las   pistas, cerca de los lagos de sal y barrancos.

## Taxonomía
Ericksonella saccharata fue descrita por Rchb.f.) Hopper & A.P.Br.  y publicado en Australian Systematic Botany 17: 210. 2004.
Sinonimia
- Caladenia saccharata Rchb.f., Beitr. Syst. Pflanzenk.: 63 (1871).
- Glycorchis saccharata (Rchb.f.) D.L.Jones & M.A.Clem., Orchadian 13: 404 (2001).[2]